# دژومرییته
دژومرییته (به بلغاری: Djumriite) یک منطقهٔ مسکونی در بلغارستان است که در شهرستان گابروو واقع شده‌است.